# Podklanec, Črnomelj
Podklanec este o localitate din comuna Črnomelj, Slovenia, cu o populație de 93 de locuitori.